# Carl-Rudolf Gardberg
Carl-Rudolf Gardberg, född 9 september 1898 i Åbo, död där 5 oktober 1972, var en finländsk bibliotekarie. Han var far till Carl Jacob Gardberg.
Gardberg blev filosofie doktor 1948. Han var 1917–1922 anställd vid olika bibliotek i Åbo och Helsingfors, tjänstgjorde 1925–1928 som svensk bibliotekskonsulent och 1929–1942 som äldre biblioteksinspektör vid statens biblioteksbyrå. Han återvände 1942 till Åbo Akademis bibliotek, vars ställning som finlandssvenskt nationalbibliotek han befäste som överbibliotekarie 1953–1966. Han deltog aktivt i planeringen av bibliotekets nybyggnad (invigd 1958) och upprätthöll nära kontakter med vetenskapliga bibliotek i utlandet.
Som forskare ägnade sig Gardberg främst åt boktryckeriets och tidningspressens historia i Finland; hans största arbete från detta område är det delvis postumt utgivna verket Boktrycket i Finland (3 band, 1948–1973). Han erhöll professors titel 1966. 